# مرتضی موسی‌خانی

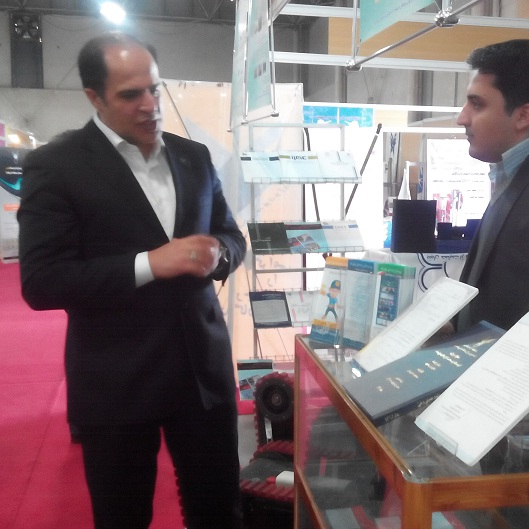
مرتضی موسی خانی

مرتضی موسی‌خانی (زاده ۱۳۴۵ در قزوین) استاد تمام رشته مدیریت دانشگاه آزاد اسلامی واحد علوم و تحقیقات تهران و رئیس سرای نوآوری دانشگاه آزاد اسلامی واحد قزوین است. وی بنیان‌گذار و رئیس کمیته ملی ربوکاپ ایران و شانزده دوره مسابقات ربوکاپ آزاد ایران و رئیس اسبق دانشگاه آزاد اسلامی واحد قزوین است.

## تحصیلات
- دکتری تخصصی مدیریت منابع انسانی، دانشگاه تربیت مدرس (۱۳۷۷)
- کارشناسی ارشد مدیریت دولتی، دانشگاه تهران (۱۳۷۰)
- کارشناسی مدیریت دولتی، دانشگاه تهران (۱۳۶۶)
- دیپلم اقتصاد (۱۳۶۳)

## مهم‌ترین سوابق اجرایی
- رئیس سرای نوآوری دانشگاه آزاد اسلامی قزوین (از ۱۳۹۹ تاکنون)
- رئیس دانشگاه آزاد اسلامی قزوین (از ۱۳۷۱ تا ۱۳۹۹)
- بنیان‌گذار و رئیس کمیته ملی ربوکاپ ایران (از ۱۳۸۵ تاکنون)
- بنیان‌گذار مسابقات ربوکاپ آزاد ایران (از ۱۳۸۵ تاکنون)

## کتاب‌ها
- مدیریت سازمان در عصر ارتباطات، انتشارات دانشگاه آزاد اسلامی قزوین
- مبانی سازمان و مدیریت (دو جلد)، انتشارات دانشگاه آزاد اسلامی قزوین
- اصول و مبانی نظام نوین بودجه در ایران، انتشارات دانشگاه آزاد اسلامی قزوین
- تئوری احتمالات، انتشارات دانشگاه آزاد اسلامی قزوین
- چگونه یک سمینار خوب ارائه دهیم، انتشارات دانشگاه آزاد اسلامی قزوین
- شناخت روش‌ها و فنون تجزیه و تحلیل و طراحی سیستم‌های اطلاعاتی، گسترش علوم پایه
- سرپرستی سازمان، دانشگاه آزاد اسلامی قزوین
- آمار مهندسی، دانشگاه آزاد اسلامی قزوین
- مشخصات فنی ISO/TS 16949: 2002،انتشارات گپ
- رگرسیون خطی،انتشارات علمی دانشگاه
- تحلیل و طراحی آزمایشها با رویکرد RSM، مرکز انتشارات علمی دانشگاه آزاد قزوین

## جوایز و افتخارات
- لوح تقدیر مدیر نمونه دانشگاه آزاد اسلامی در سال ۱۳۷۵ از اکبر هاشمی رفسنجانی، رئیس‌جمهور وقت و رئیس هیئت امنای دانشگاه آزاد اسلامی
- کارآفرین برتر کشور در بخش آموزش در سال ۱۳۸۶
- مدیر نمونه دانشگاه آزاد اسلامی در سال ۱۳۸۷.
- مدیر برتر پژوهش بازرگانی در سومین جشنواره پژوهش بازرگانی در سال ۱۳۸۸